# Parque nacional de Lusaka
El parque nacional de Lusaka es un parque nacional que se encuentra a 30 km al sudeste de la ciudad de Lusaka, en Zambia. Es el parque nacional más nuevo de Zambia, establecido en 2011 e inaugurado oficialmente en 2015. También es el parque nacional más pequeño de Zambia con 6.715 hectáreas (67 km2), y el segundo que se halla en una zona urbana, después del Parque nacional de Mosi-oa-Tunya, en Livingstone. El parque se estableció sobre un área que anteriormente era reserva forestal y está completamente cercada.
Debido a su pequeño tamaño, el parque se comporta casi como un zoo. En su interior pueden verse elands, cebras, jirafas, ñúes, antílopes sable, kudus, impalas, cobos de agua, cobos de Lechwe, imbabalas, faciceros, pangolines, etc. El atractivo principal es el rinoceronte blanco, traído de Sudáfrica, que puede verse en el corral donde acude a comer.

## Historia
El pequeño parque nacional de Lusaka, en las afueras de la ciudad de Lusaka, fue anteriormente la Reserva forestal de Lusaka Sur, pero el uso excesivo por parte de las comunidades que lo rodean habían degradado la zona. Los árboles habían sido cortados para hacer carbón y el miombo ha quedado reducido a lo que puede verse actualmente. Los animales prácticamente habían desaparecido y el suelo ya no retenía el agua que llenaba los acuíferos de la ciudad. En 2011 se convirtió en parque nacional y se rehabilitó hasta su apertura en 2015.
En 2022 se trasladaron seis elefantes jóvenes desde la guardería de elefantes de Lilayi al Parque nacional de Lusaka.
El 8 de agosto de 2022 se abre el Wildlife Discovery Centre en el Parque nacional de Lusaka, un recinto destinado a la conservación y la educación, visitado cada año por unos cinco mil niños y que acoge una nueva guardería de elefantes que ha sido trasladada desde Lilayi a este centro. Las visitas se realizan en grupos de veinte niños procedentes de las escuelas de Zambia para que conozcan la fauna local.

## Fauna
Cuando se creó el parque y se cerró con una valla, había muy pocos animales. Desde entonces, se han ido introduciendo a partir de las reservas de caza de Zambia. Poco a poco, se introdujeron diecinueve especies, entre ellas la jirafa, el ñu común, la cebra de Burchell y el antílope sable. En 2022 se introdujeron elefantes. El rinoceronte blanco del sur no se encuentra suelto. No hay grandes carnívoros y se han introducido tres especies no nativas de la zona: el axis o ciervo moteado y dos especies sudafricanas, el nyala y el blesbok.
Hay 71 especies de aves entre las residentes y las migratorias. 